# Antonio Silva Whittaker
Antonio Silva Whittaker (Concepción, 1841 - Los Ángeles, 1900), fue un agricultor y político nacional chileno.

## Vida
Fue hijo de Ramón Silva y Grez y Luisa Whittaker Barazarte. Educado en el Liceo Enrique Molina Garmendia de Concepción. Se dedicó inmediatamente terminado sus estudios de humanidades a desarrollar actividades agrícolas y ganaderas en la zona del alto Biobío. Siguió con actividades comerciales e incursionó un tiempo en la forestación.
Contrajo matrimonio con Rosa Virginia Peña, con quien tuvo a Elena Silva Peña (Valparaíso, 1886).
Era miembro del Partido Nacional, cuando fue elegido Diputado por Coelemu y Talcahuano (1891-1894), donde integró la comisión permanente de Agricultura y Colonización.
Elegido Alcalde de Los Ángeles (1899-1900), pero falleció antes de concluir su mandato.